# قلعه اسماعیل‌خان

## موقعیت
دژ و باروی نامور به قلای اسماعیل خان یا به فارسی «قلعه اسماعیل خان» بر بلندی‌های انبارآب که بر شهر ایلام مشرف است ساخته شده‌است. در شرق این دژ و بارو قله ۳۰۷۵ متری مانشت، در شمال آن دره دالاب، در ناحیه غربی آن زمین‌های کشاورزی منجل و در جنوب آن شهر ایلام قرار دارد. بلندی‌هایی که این دژ بر روی آن ساخته شده، بیش از ۳۵۰۰ متر از سطح دریا ارتفاع دارد و پوشیده از جنگل پر بلوط و گونه‌های جنگلی ون و ارجن (ارژن) و پوشش مرتعی است. چشمه دائمی انبار آب که در جبهه شمالی جریان دارد تنها منبع تأمین‌کننده آب ساکنان قلعه بوده‌است.

## توپوگرافی محدوده قلعه
ناحیه‌ای که این اثر بر روی آن ایجاد شده کاملا کوهستانی است و از سه جهت صخره‌ای و سخت‌گذر است و فقط جبهه جنوب شرقی است که مسیر ارتباطی قلعه بوده‌است. ناحیه کوهستانی سیوان در بخش شرقی قرار دارد که ادامه منطقه کوهستانی انبار آب می‌باشد(محمودیان-۱۳۸۳).

## مشخصات اثر
از مجموع بناها و استحکامات احتمالی قلعه اسماعیل خان آثاری از برج‌ها و دژ عظیم آن در خط-الراس شمالی - جنوبی ارتفاعات معروف به انبار آب باقی مانده‌است و جهت دیوار شمالی - جنوبی است. دژ از صخره و پرتگاه جبهه جنوبی شروع و قله کوه انبار آب به سمت کوهستان سیوان امتداد دارد. عرض دیوار در بخش جنوبی ۲ متر و در بخش میانی ۵/۱ متر اندازه‌گیری شده‌است. سنگ و ملات گچ نیم کوب ساخته شده ارتفاع حدود ۴ متر را نشان می‌دهد. طول دیوار حدود ۷۰۰ متر می‌باشد که با توجه به شرایط کوهستانی منطقه و امکان کنترل جبهه جنوب شرقی دارای سه برج نسبتاً بزرگ دیده بانی و نگهبانی است، برج اول در بخش جنوبی و به فاصله ۲۰ متری پرتگاه صخره‌ای ایجاد شده که بخشی از دیوار جبهه شمالی آن به ارتفاع ۵ متر هنوز پا بر جاست. این بنا به صورت دایره ای است و دارای دو تاقچه در قسمت باقی‌مانده بنا است. در شرق بنا دریچه‌ای مثلث شکل مشاهده شده‌است که قاعده آن به داخل و راس آن به سمت خارج بنا است و برای دید و کنترل پیرامون مورد استفاده قرار می‌گرفته‌است. مطمئنا در بخش‌های دیگر بنا نمونه این دریچه‌ها وجود داشته‌است که در حال حاضر به دلیل تخریب دیوارها آثار آن از بین رفته‌است. مصالح بکار رفته در کل بنا، سنگ‌های کوهستانی با استفاده از ملات گچ می‌باشد. سنگ‌ها تقریباً با تراش اندک جور شده و در ردیف‌های منظم بکار رفته‌است. بخش داخلی اتاق نگهبانی با گچ اندود شده‌است. برج دوم نیز با سبک معماری برج اول همخوانی دارد. ارتفاع دیوار بخش شرقی این برج حدود ۵ متر اندازه‌گیری شده‌است. برج سوم در بخش صخره‌ای جبهه شمالی دژ پس از گذر از برج سوم تا قله ارتفاعات بخش شمال شرقی ادامه می‌یابد و به صخره کوهستانی منتهی می‌شود.

## کاربرد
این دژ از نوع دژهای استراتژیکی کوهستانی می‌باشد و با دژ طولانی و مستحکم خرمه چرداول همخوانی دارد و از نظر سبک معماری قابل مقایسه‌است. ملاحظه بنای دژ، استحکامات دوره اسماعیلیه را در ذهن متجلی می‌سازد. از بنای قلعه در محدوده داخلی دژ اثری بر جای نمانده‌است اما تکه‌های سفال قرمز، خشن با شاموت گیاهی و همچنین تکه‌های گچ بکار رفته در بنا در محدوده شمالی دژ دیده می‌شود که به نظر می‌رسد استحکامات محدودی در نزدیکی چشمه انبار آب وجود داشته‌است که در حال حاضر اثری از آن‌ها دیده نمی‌شود. سفال نسبت به دیوار قدمت بیشتری را نشان می‌دهد. اهالی ایلام قلعه را منسوب به عصر حاکمیت والیان لرستان و پشتکوه می‌دانند، اما بررسی شواهد فرهنگی سطح محوطه بنا، قدمت بیشتری را نشان می‌دهد. البته ممکن است این دژ قبل از دوره حکومت والیان ساخته شده باشد. به هر حال اظهار نظر در مورد تاریخ بنا و موقعیت تاریخی آن بستگی به انجام پژوهش‌های باستان‌شناسی دارد.